# 田鎖智人
田鎖 智人（たくさり ともひと、1972年1月 - ）は、日本の実業家。株式会社PayPay銀行代表取締役社長。

## 人物・経歴
東京都出身。1995年早稲田大学政治経済学部卒業、日本信販入社。2003年ヤフー入社。2006年ジャパンネット銀行取締役。2017年ジャパンネット銀行代表取締役。2018年ジャパンネット銀行がヤフーの連結子会社化したことに伴い、同社代表取締役社長に就任。ヤフーのビッグデータ活用などを進めた。